# Balete (Aklan)
Pour les articles homonymes, voir Balete.
Balete (officiellement municipalité de Balete : en aklanon Banwa it Balete ; en hiligaïnon Banwa sang Altavas ; en tagalog : Bayan ng Altavas) est une municipalité de quatrième classe de la province d'Aklan, aux Philippines.
Lors du recensement de 2020, sa population s'élève à 30 090 habitants.

## Géographie
Balete est l'une des dix-sept municipalités de la province d'Aklan, sur l'île de Panay, dans la région des Visayas occidentales au centre des Philippines. Elle est située au nord-est de l'île, à 21 kilomètres de Kalibo, chef-lieu de la province.
D'une superficie totale de 118,93 kilomètres carrés, Balete est divisée administrativement en 10 barangays (districts) :
- Aranas
- Arcangel
- Calizo
- Cortes
- Feliciano
- Fulgencio
- Guanko
- Morales
- Oquendo
- Poblacion